# Dhiebi
Els dhiebi o dhiab són una tribu del Iemen. Una petita fracció viu al Yafa (dhubi o dubi) però el nucli principal viu al territori wahidi, fins a l'Awlaqi. Diversos pobles del país wahidi estan habitats per dhiebis però les seves terres són pobres i estèrils i només hàbils per a la pastura. A l'est del seu territori hi ha la muntanya del Djebal Hamra de més de 1300 metres.
La seva ciutat principal és Hawra (també Al-Ulya) un poble de pescadors pròsper, seu d'un xeicat semi independent. Els dhiebi són salvatges i bel·licosos i tenen un crist de guerra (sarkha o azwa) que diu: ana dheb Hamyar (jo sóc el llop d'Himyar); el seu nom vol dir "els llops" i se'ls considera autèntics descendents dels himiarites; cada subtribu es considera kabail (lliure i independent) i no tenen un governant únic sinó que cada tribu té un xeic anomenat Abu (pare) que els reuneix en cas de guerra. El xeic principal, reconegut sobirà pels britànics el 1888, és el d'Irqa de la subtribu del Ba Das; i el segon és el d'Hawra; els altres no gaudeixen d'autoritat territorial efectiva.